# Le Theil (Manche)
Le Theil is een plaats en voormalige gemeente in het Franse departement Mancheplaats en voormalige  en telt 558 inwoners (1999).
De plaats maakt deel uit van het arrondissement Cherbourg-Octeville en sinds 1 januari 2016 van de gemeente Gonneville-Le Theil.

## Geografie
De oppervlakte van Le Theil bedraagt 13,8 km², de bevolkingsdichtheid is 40,4 inwoners per km².
De onderstaande kaart toont de ligging van Le Theil (Manche) met de belangrijkste infrastructuur en aangrenzende gemeenten.

## Demografie
Onderstaande figuur toont het verloop van het inwonertal (bron: INSEE-tellingen).